# Sexuální slang
Sexuální slang je soubor lingvistických termínů a frází, které se vztahují k pohlavním orgánům, sexuální procesům a aktivitám, a které jsou obecně považovány za „neslušné“. Některé z nich přidávají sexuální význam nebo reference slovům, která mají nesexuální význam v běžném jazyce, například „číča“ nebo „čára“ pro pochvu či vulvu, „ocas“ či „pták“ pro penis, „vejce“ nebo „koule“ pro varlata apod. Občas se pro tyto účely používají i vlastní jména, např. „johnson“ nebo „dick“ pro penis. Různé kultury a jazyky používají pro sexuální účely jiná každodenní slova. Proto jsou Eier (vejce) v němčině častým slangovým slovem pro varlata, kdežto anglická „eggs“ tento význam nemají.
Se sexuálním slangem souvisí také slang spojený s defekací a flatulencí (toaletní humor, skatolingvistika). Odkazy na anální trakt mívají často sexuální konotace na anální sex (částečně v kontextu mužské homosexuality).
Zatímco populární používání je neskutečně vrtkavé ve vytváření nových synonym s krátkým životem, staré termíny původně bez pejorativního zabarvení mohou být postupem času považovány za nepřípustné. Proto by termíny jako prdel, kunda nebo šukat neměly být považovány za „slang,“ protože vznikly z běžných termínů pro odkazované věci/činnosti, ale jsou považovány za neslušné a v „oficiálním“ jazyce se nahrazují eufemismy nebo vědeckou terminologií.
Příklady – názvy mužských a ženských genitálií v sexuálním slangu: číča, bobr, jeskyňka, kaple, pták, čurák, péro, kláda, kamarád a mnoho dalších.

## Pejorativní použití
Urážky se většinou vztahují na členy sexuální menšiny, genderu, pohlaví nebo sexuální orientace v pohrdavém nebo pejorativním smyslu. Jako urážky je používají osoby, které nejsou nebo nechtějí být spojovány se skupinou, kterou urážejí. Například queer lze použít jako označení homo-, bi- a transsexuálů, ale dá se použít i jako urážka někým, kdo se snaží takové osoby odsuzovat. Jaké termíny se používají jako urážky, záleží na žebříčku hodnot společnosti nebo subkultury, zvláště na předsudcích vůči genderům (sexismus). Kupříkladu slova jako cuchta, coura nebo děvka nemají žádné mužské ekvivalenty (jsou však čím dál častěji aplikovány na muže, stejně jako na ženy, takže zatímco kurva obecně znamená podřadnou ženu, někdy se používá pro označení muže).
Sexuální urážky jsou často společné mnoha kulturám a historickým obdobím. Nejčastější urážky směřované proti mužům historicky zahrnují nařčení, že je muž pasivním homosexuálem (významně se v takových narážkách vyžíval Aristofanés) nebo že je zženštělý; například v chetitské vojenské přísaze bylo křivopřísežníkům vyhrožováno, že budou přepracováni na ženy (slib buď okamžité kastrace nebo boží odplaty na zrádcově mužství).

## Sexuální slang a humor
V populárním žargonu mnoha kultur je použití sexuálního slangu formou humoru nebo eufemismu, který často vytváří kontroverzi proti veřejnému použití. Sexuální humor se v mnoha kruzích vyskytuje jako hrubý a nesofistikovaný, stejně tak jako urážlivý proti objektům, které popisuje. Sexuální slang má dlouhou historii v literatuře a komedii.[zdroj?] Popularita současných komiků, kteří si hoví v sexuálním humoru, od George Carlina, přes Kevina Bloodyho Wilsona, až po Andrewa Dice Claye, odráží atraktivitu této mluvy. Často se vidí jako forma tabu, kde mnoho z atraktivity spočívá v šokující síle odvahy používat "zakázaná" slova na veřejnosti.